# Schlotheimia spinulosa
Schlotheimia spinulosa är en bladmossart som beskrevs av Brotherus 1906. Schlotheimia spinulosa ingår i släktet Schlotheimia och familjen Orthotrichaceae. Inga underarter finns listade i Catalogue of Life.